# Conistone
Conistone – wieś w Anglii, w hrabstwie North Yorkshire. Leży 65 km na zachód od miasta York i 315 km na północny zachód od Londynu.